# Fred Roberts
Frederick Clark "Fred" Roberts (Provo, Utah; 14 de agosto de 1960) es un exjugador de baloncesto estadounidense que jugó durante trece temporadas en la NBA, además de sendas temporadas en la liga italiana y en la Liga ACB. Con 2,08 metros de estatura, lo hacía en la posición de ala-pívot.

## Trayectoria deportiva

### Universidad
Jugó durante cuatro temporadas con los Cougars de la Universidad Brigham Young, en las que promedió 15,5 puntos y 7,0 rebotes por partido. Conicidió en el equipo con jugadores como Danny Ainge, Greg Kite o Steve Trumbo. En 1981 y 1982 fue incluido en el mejor quinteto de la Western Athletic Conference.

### Profesional
Fue elegido en la vigésimo séptima posición del Draft de la NBA de 1982 por Milwaukee Bucks, pero fue traspasado junto con Mickey Johnson a New Jersey Nets a cambio de Phil Ford y una futura segunda ronda del Draft. Pero los Nets no contaron con él, decidiendo irse a jugar una temporada al Latte Sole Bologna de la liga italiana, en la que promedió 19,1 puntos y 8,6 rebotes por partido.
Al año siguiente, los Nets, que tenían sus derechos en la NBA lo traspasaron a San Antonio Spurs. Allí jugó como suplente de George Gervin, promediando en su primer año 7,3 puntos y 3,8 rebotes por partido. Una vez comenzada la temporada 1984-85 fue traspasado a Utah Jazz a cambio de dos futuras rondas del draft. En el equipo mormón apenas contó para su entrenador, Frank Layden, en las dos temporadas que permaneció allí.
Antes del comienzo de la temporada 1986-87 fue traspasado a Boston Celtics a cambio de dos futuras segundas rondas del draft. Allí, con un contrato de 2 temporadas y 315.000 dólares, y a las órdenes de K.C. Jones asumió el rol de suplente de Kevin McHale, llegando a disputar en su primera temporada las Finales en las que cayeron ante los Lakers. Roberts aportó 5,5 puntos y 2,3 rebotes por partido.
Tras una temporada más en el equipo, en 1988 fue incluido en el draft de expansión, siendo elegido por la nueva franquicia de Miami Heat, quienes lo traspasaron a Milwaukee Bucks a cambio de una segunda ronda del draft. Allí, tras una primera temporada de toma de contacto, consiguió la titularidad al año siguiente, jugando sus mejores campañas como profesional, destacando la temporada 1990-91, en la que promedió 10,8 puntos y 3,4 rebotes, sus mejores números en la liga.
Tras no renovar con los Bucks, en 1993 ficha por el FC Barcelona de la Liga ACB española, donde en su única temporada consigue ganar el título de la Copa del Rey, derrotando al Taugrés Baskonia en la final. A lo largo de la temporada promedió 14,8 puntos y 5,8 rebotes por partido.
Al año siguiente regresa a su país, fichando por los Chicago Rockers de la CBA, donde juega 8 partidos antes de ser cortado. vuelve a Europa firmando con el Limoges de la liga francesa, pero es despedido sin llegar a debutar con el equipo. Vuelve a su país con un contrato por diez días con Cleveland Cavaliers, el cual ve renovado hasta en final de la temporada gracias a la lesión en la rodilla del ala-pívot titular, Tyrone Hill.
Tras no renovar con los Cavs, firma en la temporada 1995-96 por Los Angeles Lakers como agente libre, donde juega un año dando minutos de descanso a los titulares Vlade Divac y Elden Campbell, promediando 3,7 puntos y 1,4 rebotes por partido. Tras no ser renovado, al año siguiente ficha por Dallas Mavericks, donde juega 12 partidos antes de ser despedido, coincidiendo con la llegada al puesto de general mánager de Don Nelson, retirándose definitivamente tras trece temporadas en la liga.

## Estadísticas de su carrera en la NBA

### Temporada regular
| Año     | Equipo      | PJ  | PT  | MPP  | %TC  | %3P   | %TL  | RPP | APP | ROB | TPP | PPP  |
| ------- | ----------- | --- | --- | ---- | ---- | ----- | ---- | --- | --- | --- | --- | ---- |
| 1983–84 | San Antonio | 79  | 8   | 19.4 | .536 | .250  | .837 | 3.8 | 1.2 | 0.7 | 0.5 | 7.3  |
| 1984–85 | San Antonio | 22  | 0   | 13.9 | .449 | .000  | .763 | 1.6 | 1.0 | 0.5 | 0.5 | 5.3  |
| 1984–85 | Utah        | 52  | 0   | 16.8 | .513 | 1.000 | .840 | 2.9 | 1.3 | 0.3 | 0.2 | 8.7  |
| 1985–86 | Utah        | 58  | 0   | 8.1  | .443 | .500  | .770 | 1.4 | 0.5 | 0.1 | 0.1 | 3.7  |
| 1986–87 | Boston      | 73  | 11  | 14.8 | .515 | .000  | .810 | 2.6 | 0.8 | 0.3 | 0.3 | 5.5  |
| 1987–88 | Boston      | 74  | 14  | 13.9 | .488 | .000  | .776 | 2.2 | 1.1 | 0.2 | 0.2 | 6.1  |
| 1988–89 | Milwaukee   | 71  | 3   | 17.6 | .486 | .214  | .806 | 2.9 | 0.9 | 0.5 | 0.3 | 5.9  |
| 1989–90 | Milwaukee   | 82  | 66  | 27.3 | .495 | .182  | .783 | 3.8 | 1.8 | 0.7 | 0.3 | 10.5 |
| 1990–91 | Milwaukee   | 82  | 82  | 25.8 | .533 | .160  | .813 | 3.4 | 1.6 | 0.8 | 0.4 | 10.8 |
| 1991–92 | Milwaukee   | 80  | 63  | 21.8 | .482 | .514  | .749 | 3.2 | 1.5 | 0.7 | 0.5 | 9.6  |
| 1992–93 | Milwaukee   | 79  | 5   | 18.8 | .528 | .414  | .799 | 3.0 | 1.5 | 0.7 | 0.3 | 7.6  |
| 1994–95 | Cleveland   | 21  | 0   | 10.6 | .389 | .364  | .769 | 1.6 | 0.4 | 0.3 | 0.1 | 3.8  |
| 1995–96 | Los Angeles | 33  | 1   | 9.6  | .495 | .286  | .786 | 1.4 | 0.8 | 0.5 | 0.1 | 3.7  |
| 1996–97 | Dallas      | 12  | 0   | 3.3  | .400 | .000  | .714 | 0.8 | 0.0 | 0.0 | 0.1 | 1.8  |
| Total   | Total       | 818 | 253 | 18.0 | .502 | .325  | .796 | 2.8 | 1.2 | 0.5 | 0.3 | 7.3  |

### Playoffs
| Año     | Equipo      | PJ | PT | MPP  | %TC  | %3P  | %TL   | RPP | APP | ROB | TPP | PPP  |
| ------- | ----------- | -- | -- | ---- | ---- | ---- | ----- | --- | --- | --- | --- | ---- |
| 1984–85 | Utah        | 10 | 0  | 13.0 | .442 | .000 | .800  | 1.7 | 0.9 | 0.7 | 0.3 | 5.4  |
| 1985–86 | Utah        | 4  | 0  | 7.8  | .467 | .000 | .889  | 1.8 | 0.8 | 0.0 | 0.0 | 5.5  |
| 1986–87 | Boston      | 20 | 4  | 13.3 | .508 | .000 | .705  | 1.7 | 0.6 | 0.3 | 0.2 | 4.6  |
| 1987–88 | Boston      | 15 | 0  | 6.7  | .524 | .000 | .636  | 1.1 | 0.2 | 0.2 | 0.0 | 1.9  |
| 1988–89 | Milwaukee   | 9  | 5  | 38.3 | .490 | .000 | .850  | 4.3 | 2.2 | 0.6 | 0.4 | 14.7 |
| 1989–90 | Milwaukee   | 4  | 4  | 19.8 | .650 | .000 | .813  | 2.0 | 0.8 | 0.0 | 0.3 | 9.8  |
| 1990–91 | Milwaukee   | 3  | 3  | 34.3 | .457 | .000 | 1.000 | 5.0 | 2.3 | 0.7 | 0.3 | 11.3 |
| 1994–95 | Cleveland   | 1  | 0  | 7.0  | .750 | .000 | .000  | 2.0 | 0.0 | 0.0 | 0.0 | 6.0  |
| 1995–96 | Los Angeles | 1  | 0  | 3.0  | .000 | .000 | .000  | 3.0 | 0.0 | 0.0 | 0.0 | 0.0  |
| Total   | Total       | 67 | 16 | 15.9 | .495 | .000 | .771  | 2.1 | 0.9 | 0.3 | 0.2 | 6.1  |